# NGC 2017
NGC 2017 est un groupe d'étoiles située dans la constellation du Lièvre. 
L'astronome britannique John Herschel a enregistré la position de ce groupe d'étoiles le 11 décembre 1835.